# Pseudoleskea incurvata
Pseudoleskea incurvata là một loài Rêu trong họ Leskeaceae. Loài này được (Hedw.) Loeske miêu tả khoa học đầu tiên năm 1911.